# Denis C. Twitchett
Denis Crispin Twitchett (23 tháng 9 năm 1925 – 24 tháng 2 năm 2006) là một nhà Trung Hoa học, là người chuyên nghiên cứu về lịch sử Trung Quốc, nổi tiếng là một trong những biên tập viên của "Lịch sử Trung Quốc của Cambridge". (The Cambridge History of China.)

## Tiểu sử
Denis Twitchett sinh ngày 23 tháng 9 năm 1925 tại Luân Đôn, Anh Quốc. Ông học tiếng Trung Quốc hiện đại tại Trường Nghiên cứu phương Đông và Châu Phi (School of Oriental and African Studies) tại Đại học Luân Đôn vào năm 1946-47 trước khi chuyển sang học Nghiên cứu phương Đông tại Cambridge từ năm 1947-50, và tốt nghiệp hạng nhất năm 1950. Ông là một giảng viên tại Đại học Luân Đôn (1954-1956) và Cambridge (1956-1960), Chủ tịch Trung Quốc tại trường Đại học Luân Đôn (1960-1968) và Cambridge (1968-1980), và là Giáo sư Gordon Wu 58 của ngành Hán học tại Đại học Princeton (1980-1994). Ông là một thành viên của Học viện Anh từ năm 1967. Ông đã có vai trò mở rộng nghiên cứu Trung Quốc trong giới trí thức phương Tây.
Trong Thế chiến II, Twitchett đã tham gia một khóa học về tiếng Nhật và sống sót trong cuộc chiến, ông là một phần của chiến dịch từ Bletchley Park đóng vai trò là người nghe của một đài nghe lén quân sự ở Sri Lanka. Sau chiến tranh, ông tốt nghiệp ngành địa lý tại Đại học Cambridge. Ông cũng dành nhiều thời gian ở Nhật Bản và học hỏi các nhà sử học Nhật Bản giỏi nhất chuyên về Trung Quốc (ông có xu hướng tập trung vào chủ đề Nhà Đường, một giai đoạn mở rộng lĩnh vực chuyên môn của ông). Ông kết hôn với Umeko Ichikawa vào năm 1956, họ có hai đứa con với nhau.

## The Cambridge History of China
Bắt đầu từ năm 1966, Giáo sư Twitchett và nhà sử học John K. Fairbank (người giảng dạy tại Harvard) bắt đầu kế hoạch cho lịch sử toàn diện đầu tiên của Trung Quốc được xuất bản bằng tiếng Anh. Ban đầu dự kiến là một bộ sách gồm sáu tập, bộ sách được mở rộng thời gian sau đó và cuối cùng tăng lên 15 tập. Khi còn ở Princeton, Twitchett đã làm việc chặt chẽ với đồng nghiệp Trung Hoa học Frederick W. Mote (người từng trải thời chiến).
Xây dựng bởi nhiều nhà sử học theo từng chương riêng lẻ của cuốn sách, bộ sách (mặc dù vẫn chưa hoàn thành vào cuối năm 2007) được đánh giá rất cao về lịch sử của Trung Quốc. Twitchett đã viết nhiều phần và hướng dẫn việc tạo ra toàn phần cho bộ sách từ lúc bắt đầu cho đến khi qua đời.
Twitchett đã phải trì hoãn việc tạo ra một cuốn sách về Trung Quốc trước Nhà Tần bởi vì khi Twitchett đặt nó trong lời nói đầu của Tập 7, vẫn còn rất nhiều việc phải làm trong giai đoạn này. Kể từ đó, lịch sử đã được hiểu rõ hơn và vào năm 1999, một tập đồng hành The Cambridge History of Ancient China, From the Origins of Civilization to 221 BC do Michael Loewe và Edward L. Shaughnessy biên tập đã được xuất bản.

## Các ấn phẩm khác
- Financial Administration under the T’ang Dynasty (1963) (Quản trị tài chính dưới triều đại Đường)
- Printing and Publishing in Medieval China (1983) (In và xuất bản ở Trung Quốc thời trung cổ)
- The Writing of Official History Under the T’ang (1992) (Lịch sử chính thức dưới thời Đường)
- (với P. J. M. Geelan) The Times Atlas of China (1974) (Các bản đồ theo thời kỳ của Trung Quốc)

Twitchett là chuyên gia đã giúp tạo ra các bản đồ Trung Quốc cho "The Times Atlas of World History" (xuất bản lần đầu năm 1979).